# だいじょうぶスッポンポン・フレンド
「だいじょうぶスッポンポン・フレンド」は、小島よしおのシングル。2009年5月27日にLantisから発売された。

## 概要
- 小島の歌手デビューとなったシングル[2]。
- 「だいじょうぶスッポンポン・フレンド」は、テレビアニメ『ケロロ軍曹』のエンディングテーマとして使用された[3]。エンディング映像では、ケロロ達が小島と同じような海パン姿で踊っている[4]。曲中には小島の持ちネタが盛り込まれている[5]。また、小島によるキャラクター（クルルやモアなど）のセリフも入っている[6]。
- 「ケロロ基準でRock'n'roll」は、小島とケロロ（渡辺久美子）のコラボ楽曲である[7]。
- 小島は映画版の主題歌を歌うことも望んでいたが[8]、実現することはなかった。

## 収録曲
（全作詞：畑亜貴、編曲：安藤高弘）
1. だいじょうぶスッポンポン・フレンド [4:25]
歌：小島よしお
作曲：金井江右
  - テレビアニメ『ケロロ軍曹』エンディングテーマ[9]
2. ケロロ基準でRock'n'roll [3:45]
歌：小島よしお&ケロロ軍曹（渡辺久美子）
作曲：福本公四郎
3. だいじょうぶスッポンポン・フレンド（off vocal） [4:25]
4. ケロロ基準でRock'n'roll（off vocal） [3:41]